# Arwerd (waterschap)
Arwerd is een voormalig waterschap in de provincie Groningen.
Het waterschap lag ten westen van Arwerd, ten noorden van de Kloosterweg, pal tegen het Godlinzermaar aan. De polder was ongeveer 500 m lang (oost-west) en 400 m breed (noord-zuid).
Het schap beschikte over een molentje dat uitsloeg op het maar.
Waterstaatkundig gezien ligt het gebied sinds 2000 binnen dat van het waterschap Noorderzijlvest.